# Gwiazdy typu Herbig Ae/Be

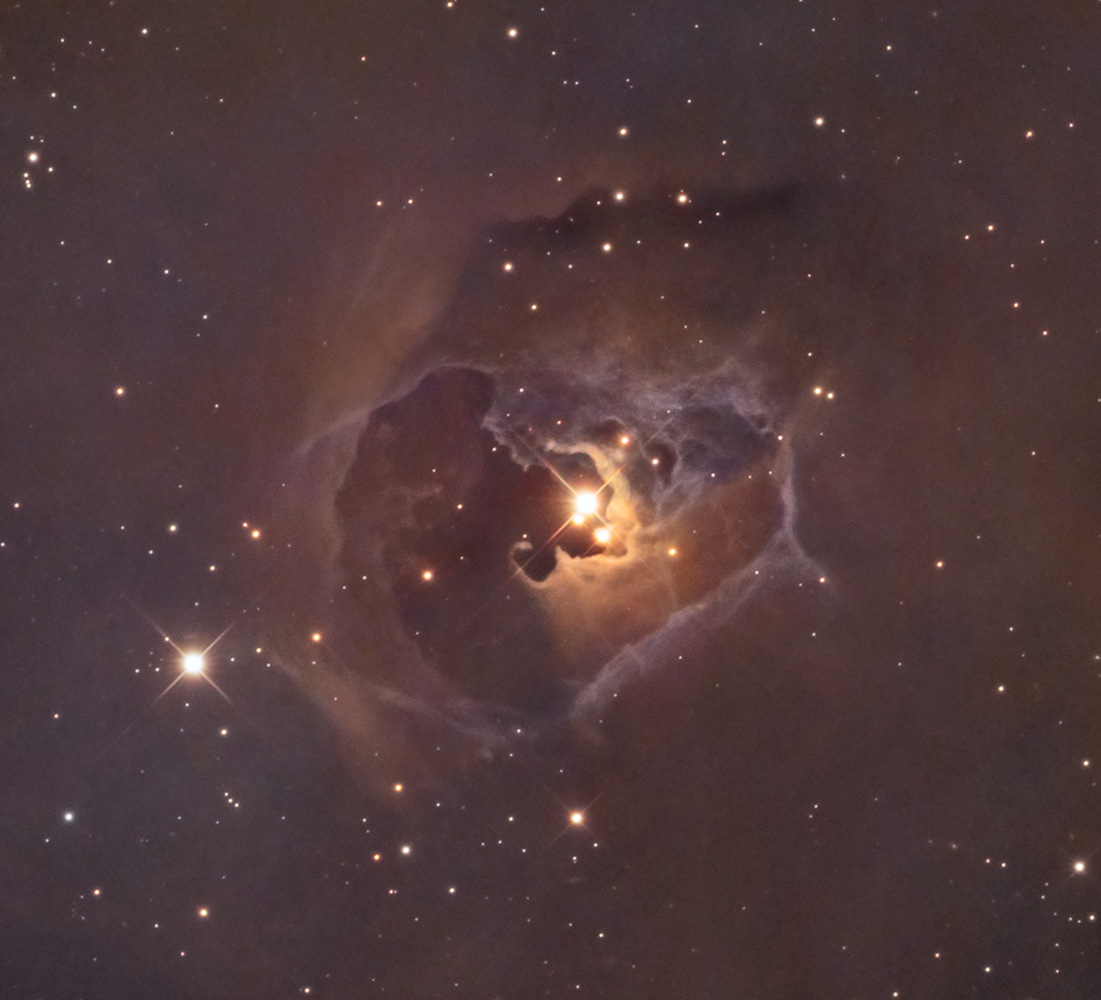
Przykładowa gwiazda typu Herbig Ae/Be – V1025 Tauri (Mount Lemmon SkyCenter)

Gwiazdy typu Herbig Ae/Be – gwiazdy zmienne o masach od 2 do 8 razy większych od masy Słońca, które w dalszym ciągu znajdując się w fazie formowania pobierają materię z otaczającego je dysku protoplanetarnego. Główną przyczyną zmienności tych gwiazd są krążące wokół nich bryły gazowo-pyłowe. Przykładami gwiazd typu Herbig Ae/Be są: MWC 147 oraz V1052 Centauri.
Ten typ gwiazd został nazwany od amerykańskiego astronoma George’a Herbiga, który jako pierwszy wyróżnił go w 1960 roku.